# Downtown (canção de Anitta e J Balvin)
"Downtown" é uma canção gravada pela artista musical brasileira Anitta e pelo artista musical colombiano J Balvin, totalmente cantada em espanhol, apesar de seu título ser em inglês. Foi escrito por Anitta e Balvin junto com Justin Quiles e o produtor Sky Rompiendo. A música foi lançada como single em 19 de novembro de 2017 como parte do projeto de Anitta intitulado Checkmate, no qual ela lançou uma nova música a cada mês. A faixa foi nomeada para a Melhor Canção Urbana no Grammy Latino de 2018.

## Antecedentes
Em 9 de setembro de 2014, Anitta deu seu primeiro passo em direção ao público fora do Brasil com o lançamento de uma versão em espanhol de "Zen", comercializada diretamente na América Latina, trazendo a participação especial do cantor espanhol Rasel e um novo videoclipe. Em 2015, a cantora iniciou o planejamento para uma futura carreira internacional, analisando os rumos da indústria fonográfica; ela chegou a conclusão de que a melhor forma de conquistar uma fatia do público estrangeiro seria ingressando no mercado latino americano.
No início de 2016, Anitta e J Balvin colaboraram pela primeira vez quando ela fez um remix da canção "Ginza", de Balvin, que recebeu um lançamento oficial como single apenas no Brasil. Posteriormente, ela gravou uma versão em inglês de "Bang" especialmente para Midem, um encontro mundial de empresários da indústria musical; a faixa, porém, não foi sido utilizada para nenhum outro fim desde então. Depois disso, a cantora adentrou-se em seu plano de uma carreira internacional e começou a lançar uma série de colaborações, incluindo singles com artistas como Maluma, Iggy Azalea e Major Lazer durante 2016 e 2017. A parceria com Azalea, "Switch", marcou a primeira vez que Anitta lançou uma música em que canta em inglês, embora cante apenas o refrão. "Paradinha", seu a primeiro single a ser cantado exclusivamente em espanhol, foi disponibilizado em 2017 e tornou-se um dos seus maiores sucessos no Brasil, além de outros países como México e Portugal.
Ainda em 2017, Anitta anunciou um projeto intitulado CheckMate, cujo intuito foi o lançamento de uma nova música em inglês, espanhol ou português, juntamente com seu vídeo musical, em cada mês, totalizando quatro produções (todas com estilos musicais diferentes: bossa nova/pop, eletrônico, reggaeton e funk). Ela o estreou em setembro com "Will I See You", produzido por Poo Bear, que se tornou seu primeiro single em inglês como artista principal. No mês seguinte, a artista aventurou-se na EDM, lançando "Is That for Me", uma colaboração com o DJ sueco Alesso. Para o lançamento de novembro, ela gravou "Downtown", sua segunda colaboração com J Balvin, sobre quem ela afirmou que fora "maravilhoso, [uma vez que] ele é um de meus artistas favoritos, então essa foi uma experiência incrível".

## Promoção
Antes mesmo do lançamento, a faixa já teve a sua primeira performance na sede do Spotify,em Las Vegas, com a presença de J Balvin. Como na divulgação dos singles anteriores, as peças de xadrez com o nome de Anitta foram espalhadas em algumas cidades brasileiras. Dessa vez , cidades escolhidas foram Porto Alegre, Salvador, Recife e Rio de Janeiro. A primeira performance da faixa foi televisionada pelo Multishow e ocorreu na festa Combatchy, uma festa organizada por Anitta, na qual ela e outras artistas duelam de forma amigável. Com um traje rosa de boxeadora, a cantora seguiu a mesma estética do vídeo vertical nessa performance.
No dia 24 de novembro, a música ganhou um outdoor na Times Square, um ponto turístico em Nova Iorque. A publicidade traz uma foto da brasileira com J Balvin e a indicação de "new music" ("música nova") para ouvir no Spotify. Logo após, a cantora compartilhou em sua conta do Instagram e agradeceu ao cantor colombiano e ao Spotify, além de marcar todos os responsáveis pela carreira internacional dela estar ganhando força. A parceria da cantora com o aplicativo de música é longa e está cada vez mais estreita. "Downtown", por exemplo, estreou na playlist "Viva Latino!", que recebeu um grande investimento no mês de novembro de 2017.

## Desempenho comercial
Depois da última atualização, do serviço de streaming Spotify, na madrugada do dia 25 de novembro, "Downtown" entrou para a lista das 50 músicas mais executadas pelo mundo. Na parada "Top 50 Global", o single ocupava a 39.ª posição, passando à frente de nomes como Shakira e Justin Bieber, tornando Anitta a primeira brasileira a aparecer no ranking. Antes da atualização, a música ocupara a 52.ª colocação, pico mais alto até então, e ainda não aparecia na lista das principais faixas reproduzidas mundialmente. A música também foi destaque em paradas da Colômbia, Uruguai, Portugal, Bolívia e Espanha.
No dia 29 do mesmo mês, a faixa subiu 10 posições e entrou para o "Top 30 do Spotify Global", sendo, até a determinada data, a 21.ª faixa mais ouvida na plataforma de streaming em todo o mundo, a melhor colocação para um artista brasileiro no ranking. Nos Estados Unidos, a música também fez sua estreia, aparecendo na 96.ª posição do "Top 200 United States", passando à frente de músicas de artistas como Liam Payne, Luis Fonsi, Avicii, N.E.R.D., Bruno Mars e Lorde. Nessa mesma semana, Anitta também entrou na lista de "artistas em ascensão" da Billboard – a Emerging Artists, que leva em conta vendas físicas e digitais, streamings, execuções em rádios e também engajamento nas redes sociais –, aparecendo em 41.º lugar, na frente de Louis Tomlinson (42º).

## Vídeo musical
O videoclipe de "Downtown" foi filmado no Hotel Wolcott, em Nova Iorque, em 7 de novembro de 2017. Descrito pela equipe de Anitta como "sensual, elegante e misterioso", foi dirigido por Bruno Ilogti, que trabalhara com a cantora em diversos de seus clipes anteriores.
Os figurinos para o vídeo foram desenhados por Yasmine Sterea, que, por querer desviar do conceito dos trajes coloridos e selvagens de "Is That For Me", música anterior de Anitta, criou um styling que dissemina sensualidade e tem uma forte conexão com o cenário clássico, escolhido como background. "Anitta encarna agora uma mulher forte, elegante e sensual. O visual foi pensado para deixá-la sempre misteriosa e conseguir fazer o jogo todo que o clipe propõe em sua história", esclareceu a stylist. Ao total, o figurino possui sete modelos e dispõe de peças internacionais, como sapatos de Alexander Wang e Givenchy, um casaco YSL vintage e um vestido de látex da Vex Clothing, além de produtos de moda rápida, a título de exemplo as lingeries da rede de vestuário C&A.
Para o cabelo e maquiagem da cantora, ficou responsável o artista da beleza Henrique Martins. Ele decidiu por fazer uma beleza de diva, usando como referência os anos 50 e espelhando-se no cabelo estilo Rita Hayworth, o qual "embala noventa por cento do clipe, com boca vermelha e delineador gráfico nos olhos". Por ser em preto e branco, o maquiador escolheu fazer uma beleza atemporal para que, no instante da dança, "ela ficasse diluída organicamente". Outro ponto a ressaltar, nas palavras de Martins, é que, apesar de os lábios chamarem a atenção, o realçamento encontra-se no olhos, os quais possui um delineador que lhes alonga o olhar, além dos cílios postiços, que completam o look "misterioso e sexy". Ele completou que, para os cabelos, utilizou apliques, "seguidos de babyliss médio e spray de alta fixação; para o make, usamos um batom vermelho da linha Intense, d’O Boticário."
O primeiro vídeo vertical foi lançado, exclusivamente, através do Spotify Brasil como parte do projeto "Viva Latino", que tem como objetivo expandir a interação dos usuários de playlist com as faixas nelas contidas, trazendo vídeos exclusivos e bastidores das canções. No vídeo em questão, Anitta aparece dançando sensualmente com outra dançarina enquanto as cenas de Balvin são intercaladas.
O homem roubado no vídeo do casal é a modelo italiana Daniele Carettoni.

## Lista de faixas
| Descarga digital |            |                                                             |                   |         |  |
| N.º              | Título     | Compositor(es)                                              | Produtor(es)      | Duração |  |
| 1.               | "Downtown" | José Balvin Alejandro Ramírez Justin Quiles Larissa Machado | Alejandro Ramírez | 3:13    |  |

## Créditos
Créditos adaptados do Tidal
- J Balvin - composição e vocais
- Alejandro Ramírez - composição e produção
- Justin Quiles - composição
- Larissa Machado - composição e vocais

## Prêmios e indicações
| Ano  | Prêmio                       | Categoria                      | Resultado |
| ---- | ---------------------------- | ------------------------------ | --------- |
| 2018 | MTV Millennial Awards Brasil | Feat. do Ano                   | Venceu    |
| 2018 | Grammy Latino                | Melhor Canção de Música Urbana | Indicado  |

## Desempenho nas tabelas musicais
| País — Tabela musical (2017-18)             | Posição de pico |
| ------------------------------------------- | --------------- |
| Argentina (Monitor Latino)                  | 15              |
| Bolívia (Monitor Latino)                    | 10              |
| Brasil (Hot 100 Airplay)                    | 33              |
| Brasil (Billboard Hot Pop Songs)            | 1               |
| Brasil (Pro-Música)                         | 2               |
| Colômbia (National-Report)                  | 9               |
| Colômbia (Monitor Latino)                   | 8               |
| Costa Rica (Monitor Latino)                 | 8               |
| El Salvador (Monitor Latino)                | 14              |
| Equador (National-Report)                   | 13              |
| Espanha (Productores de Música de España)   | 8               |
| Estados Unidos (Billboard Hot Latin Songs)  | 14              |
| Grécia (IFPI)                               | 50              |
| Guatemala (Monitor Latino)                  | 15              |
| Honduras (Monitor Latino)                   | 4               |
| México (Billboard Mexico Espanol Airplay)   | 14              |
| Panamá (Monitor Latino)                     | 12              |
| Paraguai (Monitor Latino)                   | 1               |
| Portugal (AFP)                              | 7               |
| Portugal (Billboard Portugal Digital Songs) | 9               |
| República Dominicana (Monitor Latino)       | 8               |
| Suíça (Schweizer Hitparade)                 | 73              |
| Romania (Airplay 100)                       | 6               |
| Uruguai (Monitor Latino)                    | 7               |
| Venezuela (National Report)                 | 33              |

| País — Tabela musical (2018)          | Posição |
| ------------------------------------- | ------- |
| Argentina (Monitor Latino)            | 37      |
| Bolívia (Monitor Latino)              | 37      |
| Chile (Monitor Latino)                | 69      |
| Colômbia (Monitor Latino)             | 53      |
| Costa Rica (Monitor Latino)           | 50      |
| El Salvador (Monitor Latino)          | 33      |
| EUA (Billboard Hot Latin Songs)       | 36      |
| Guatemala (Monitor Latino)            | 47      |
| Honduras (Monitor Latino)             | 62      |
| Panamá (Monitor Latino)               | 28      |
| Paraguai (Monitor Latino)             | 21      |
| República Dominicana (Monitor Latino) | 50      |
| Uruguai (Monitor Latino)              | 22      |

## Certificações e vendas
| Região | Certificação | Vendas   |
| --- | ------------ | -------- |
| Argentina (CAPIF)                                                                                            | Platina      | 20,000^  |
| Chile (IFPI Chile)                                                                                           | Platina      | 10,000^  |
| Colômbia (ASINCOL)                                                                                           | 4× Platina   | 20,000^  |
| Espanha (PROMUSICAE)                                                                                         | 2× Platina   | 80,000^  |
| Estados Unidos (RIAA)                                                                                        | 6× Platina   | 360,000‡ |
| Itália (FIMI)                                                                                                | Ouro         | 35.000‡  |
| Portugal (AFP)                                                                                               | 2× Platina   | 10,000‡  |
| ^distribuições baseadas apenas na certificação ‡vendas+valores de streaming baseados somente na certificação |              |          |